# Уулонгонг
Уулонгонг (на английски: Wollongong) е град в Австралия. Населението му е 261 897 жители (2016 г.). Намира се на 82 км южно от Сидни на 5 м н.в. в часова зона UTC+10. Средната годишна температура е около 17,5 градуса. Пощенският му код е 2500.